# Цибанобалка
Цибанобалка (рус. Цибанобалка) насељено је место руралног типа на југозападу европског дела Руске Федерације. Налази се у западном делу Краснодарске покрајине и административно припада њеном Анапском градском округу.
Према подацима националне статистичке службе РФ за 2010, село је имало 5.370 становника.

## Географија
Село Цибанобалка се налази у западном делу Краснодарске покрајине на свега око 8 km северно од града Анапе, односно на неких 128 км западно од града Краснодара, административног центра Покрајине. Село је од црноморске обале удаљено око 4 km. Лежи на надморској висини од 41 метра.

## Историја
Савремено село Цибанобалка основано је 1870. када је на том месту извесни војник Павел Цибан подигао своје имање. С временом имање је прерасло у село које је добило име у част свог оснивача.

## Демографија
Према подацима са пописа становништва 2010. у селу је живело 5.370 становника.
| 2002. | 2010. |
| ----- | ----- |
| 4.490 | 5.370 |